# 三闾大夫
三闾大夫为楚国特有官职，执掌祭祀及楚国公族（屈氏、景氏、昭氏）事务，其职能与中原的宗正职能相当。
《史记·屈原列传》裴骃集解中说：
骃案《离骚序》曰：三闾之职，掌王族三姓，曰昭、屈、景。原（屈原）序其谱属，率其贤良，以厉国士”

## 相关人物
由于屈原在升任左徒前长期担任该职，所以三闾大夫亦特指屈原。